# Илон Мъск
Ѝлон Рийв Мъск (на английски: Elon Reeve Musk, [ˈiːlɒn 'mʌsk]) е, бизнес магнат, инвеститор, милиардер. Роден е в ЮАР, но също има канадско и американско гражданство.
Понастоящем е главен изпълнителен директор и главен технически директор на компанията „Спейс Екс“, както и главен изпълнителен директор и главен продуктов архитект на „Тесла Моторс“, основана от двамата инженери Марк Тарпенинг и Мартин Ебърхард. Той е също така основател на „Спейс Екс“ и съосновател на „Тесла Моторс“ и PayPal (продадена през 2002 г. за 1,5 млрд. щ.д., 180 млн. щ.д. е дялът на Мъск). Член е на Съвета на директорите на компанията SolarCity, основана от негови братовчеди.
За забележителни заслуги пред науката Мъск е удостоен с членство в Британското кралско научно дружество на 9 май 2018 г.
Според класацията на Блумбърг на 7 януари 2021 г. Мъск става най-богатия човек на планетата, измествайки основателя на „Амазон“ Джеф Безос. В класацията обаче на „Форбс“ за най-богатите хора на света Мъск, също заема 1-во място.. 

## Ранен живот
Мъск е роден в Претория, Република Южна Африка на 28 юни 1971 г. Майка му Мей Мъск, от канадско-английски произход, е известен модел. Баща му Ерол Мъск е британец, роден в Южна Африка, е електронен/машинен инженер. След като родителите му се развеждат през 1980 г., Мъск живее с баща си на различни места из Южна Африка. Изучава самостоятелно компютърно програмиране и на 12-годишна възраст продава кода на видеоиграта Blastar за 500 щатски долара.
През детството си Мъск е жертва на тежък тормоз от страна на свои връстници, като дори постъпва в болница, след като няколко деца го бутат по стълбището, в резултат на което губи съзнание.
Мъск посещава прогимназията „Уотърклауф“, преди да завърши мъжка гимназия в Претория. На 17 години се премества Канада, след като получава канадско гражданство благодарение на майка си. Прави това преди да го призоват във войската, защото е по-лесно да се емигрира в САЩ през Канада, отколкото през Южна Африка.
На 19 години Мъск е приет в университета Куинс в Кингстън, Онтарио, и през 1992 г., след като прекарва 2 години там, Мъск се прехвърля в Пенсилванския университет, където получава бакалавърска степен по физика и бакалаварска степен по икономика от Wharton School. През 1995 г., когато Мъск е на 24 години, той се премества в Калифорния, за да започне обучение за докторска степен по приложна физика в Станфорд, но напуска само 2 дни по-късно, за да преследва предриемаческите си амбиции в области като интернет, възобновяема енергия и Космос. През 2002 г. Мъск става гражданин на САЩ.

## Кариера
През 1995 г. Мъск създава Zip2, софтуер компания за уеб разработки, заедно със своя брат, Кимбъл. Компанията разработва и рекламира интернет „пътеводител“ за вестникарската индустрия. Мъск подписва договори с „Ню Йорк Таймс“ и „Чикаго Трибюн“ и успява да убеди борда на директорите да изоставят идеята за сливане с компания на име CitySearch. Compaq придобива Zip2 за 307 милиона щ.д. в брой и 34 милиона щ.д. в акции през 1999 г. Мъск придобива 7% или 22 милиона щ.д. от продажбата.

### X.com и PayPal
През март 1999 г. Мъск става съосновател на X.com – компания за онлайн финансови услуги и разплащания чрез електронна поща. Една година по-късно X.com се слива с компанията Confinity, която има услуга за превод на пари, на име PayPal. Новосъздадената компания се фокусира върху PayPal и през 2001 г. се преименува на PayPal. Първоначалният растеж на компанията е благодарение на популярна кампания, чрез която нови клиенти биват привлечени, след като получат превод през услугата. През октомври 2002 г. компанията е закупена от eBay за 1,5 милиарда щатски долара в акции, от които Мъск получава 165 милиона. Преди продажбата Мъск, който е най-големият притежател на акции, е бил собственик на 11,7% от PayPal.

### „Спейс Екс“
Мъск използва около 100 млн. щ.д. от своите лични пари, за да финансира и основе Space Exploration Technologies (Технологии за изследване на космоса) или „Спейс Екс“ (SpaceX). Това се случва през юни 2002 г. в Хоторн, Калифорния. Мъск е главен изпълнителен директор и основен дизайнер. „Спейс Екс“ разработва и произвежда ракети носители, като фокусът е да се подобри състоянието на ракетните технологии. Първите две ракети носители са „Фалкън-1“ („Сокол 1“) и „Фалкън-9“ („Сокол 9“), а първият космически апарат се казва „Дракон“. „Спейс Екс“ успява да направи дизайна на ракетите „Фалкън“ и апарата „Дракон“ за 7 години, като започва от самото начало. През септември 2009 г. „Фалкън-1“ (по дизайн на Мъск) става първата частно финансирана ракета с течно гориво, която извежда сателит в орбита. На 25 май 2012 г. космическият апарат Dragon се скачва с Международната космическа станция (МКС), ставайки първия апарат на частна компания, който се скачва с МКС.
През 2006 г. „Спейс Екс“ сключва договор с НАСА за разработка и тестване на нов космически апарат, „Фалкън-9“, за транспортиране на товар до МКС. Последва нов договор за 1,6 милиарда щатски долара през 2008 г. за 12 полета на „Фалкън-9“ и „Дракон“ до МКС, които да заменят редовните полети на совалките след излизането им от употреба през 2011 г. SpaceX е една от двете (другата е Орбитъл Сайънсис) частни компании участнички в програмата за „Комерсиални услуги за снабдяване“ (Commercial Resupply Services), които доставят космически товар вместо совалките. Транспортирането на астронавти до МКС се извършва единствено от руската „Союз“, но от 2014 г. SpaceX е една от двете компании, които са участнички в програмата „Комерсиална поддръжка на екипажи“ (Commercial Crew Development), чиято цел е да възстанови възможностите за доставяне на екипажи на САЩ.
Мъск е повлиян от поредицата на Айзък Азимов „Фондацията“ и вижда изследването на Космоса като важна стъпка в разширението и дори запазването на съзнанието на човешкия живот.
Мъск казва, че междупланетарният живот може да служи като преграда срещу заплахи за оцеляването на човешкия род. „Астероид или супервулкан може да ни унищожи, а също така сме изправени пред рискове, които динозаврите не са срещали: изкуствено създаден вирус, непреднамерено създаване на микро черна дупка, катастрофално глобално затопляне или някакъв вид технология, която още не сме измислили. Човешкият вид е еволюирал милиони години наред, но през последните 60 години беше създадено ядрено оръжие, с което можем да се унищожим сами. Рано или късно трябва да разширим живота отвъд това зелено-синьо кълбо – или да умрем.“ Неговата цел е да се намалят разходите за човешки космически полети 10 пъти. В интервю през 2011 г. той казва, че се надява да изпрати хора на Марс в следващите 10 – 20 години.
Фабриката на „Спейс Екс“ е използвана за снимките на филма „Железният човек 2“ и в него Мъск играе себе си.
През 2020 г. Мъск постига големи успехи, като изстрелва двама астронавти с ракетата носител „Фалкън-9“ и апарата „Крю Драгън“ на 30 май 2020 г.
Към края на 2020 г. Мъск постига още по-големи успехи, като изстрелва четирима астронавти с ракетата носител „Фалкън-9“ и апарата „Крю Драгън“ на 15 ноември 2020 г.

### „Старлинк“
През 2015 г. „Спейс Екс“ започва разработването на интернет услугата „Старлинк“ чрез сателити в ниска околоземна орбита, като първите два прототипа на сателита са изстреляни през февруари 2018 г. Втори набор от тестови сателити и първото голямо внедряване на част от системата става през май 2019 г., когато са изстреляни първите 60 работещи сателита. Общата цена на проекта се оценява на около 10 милиарда долара. Някои критици, включително Международният астрономически съюз твърдят, че „Старлинк“ пречи на астрономическите наблюдения и представлява заплаха от сблъсък за космическите кораби.
По време на руската инвазия в Украйна през 2022 г. Мъск изпраща системи „Старлинк“ в Украйна, за да осигурят достъп до интернет и комуникация, действие, похвалено от украинския президент Володимир Зеленски. В същото време той отказа да блокира руската държавна медия на „Старлинк“, обявявайки се за „привърженик на свободата на словото“.

### „Тесла Моторс“
Създателите на компанията „Тесла Моторс“ са Мартин Еберхард, Марк Тарпенинг, Дж. Б. Страубел и Иан Райт през 2003 г. Една година по-късно Илон Мъск инвестира в компанията и става неин председател. След началото на финансовата криза от 2008 г. Мъск става главен изпълнителен директор (CEO) на компанията и задържа тази позиция до днес. Първата създадена кола на „Тесла Моторс“, „Тесла Роудстър“, се продава в около 2500 бройки в 31 държави. „Тесла Моторс“ започва доставките на своя модел седан Model S на 22 юни 2012 г. и показва третия си продукт, „Тесла Модел X“, който е предназначен за любителите на SUV, на 9 февруари 2012 г. Model X ще започне да се продава през началото на 2015 г. Като допълнение на своите автомобили, „Тесла Моторс“ продава електрически задвижващи системи на Daimler за Smart EV, Mercedes B-Class Electric Drive и Mercedes A Class и на „Тойота“ за RAV4 EV. Мъск успява да убеди и двете компании да станат дългосрочни инвеститори в Tesla Motors.
Желанието на Мъск е построяването на компактен автомобил на цена под 30 000 щ.д. и изработката и продажбата на компоненти за електрически задвижващи системи на други производители на автомобили на достъпни цени, без те сами да трябва да разработват продуктите. Няколко широко популярни публикации го сравняват с Хенри Форд заради неговата работа по напреднали системи за задвижване.
За да преодолее ограничението на изминатото разстояние на електрическите автомобили, Мъск заявява в интервю за All Things D през май 2013 г., че „Тесла Моторс“ възнамерява „драстично да увеличи“ своята мрежа от суперзарядни устройства, увеличавайки тройно техния брой на източното и западното крайбрежие на САЩ още този юни с планове за увеличаване на броя им в цяла Северна Америка, включително Канада, до края на годината. Според документи, към ноември 2013 той притежава 32% от акциите на „Тесла Моторс“, които се оценяват на 18 милиарда щ.д. Неговата заплата в Тесла е един щатски долар и също както Стив Джобс и други остатъкът от неговото възнаграждение е във формата на акции и бонуси за добро представяне.
Главният изпълнителен директор на „Тесла Моторс“ Илон Мъск заявява в съобщение до медиите и конферентен разговор и статия в блог на 12 юни 2014 г., че компанията ще разреши нейните технологични патенти да се използват на добра воля, с цел да съблазни останалите производители на електрически автомобили да побързат с техните разработки. „За нещастие, програмите за електрически автомобили (а в това число и всички програми на превозни средства, които не изгарят въглеводород), на основните производители са нищожни, почти несъществуващи, съставляващи средно по-малко от 1% от продажбите на техните автомобили“, казва той по това време.

### SolarCity
Мъск измисля концепцията за SolarCity („Слънчев град“), а през 2006 г. съосновава едноименна компания заедно с братовчедите си Линдън и Питър Райв, в която е най-големият притежател на акции. SolarCity е вторият по големина доставчик на системи за слънчева енергия в САЩ.
Основната мотивация за финансирането на SolarCity и „Тесла“ е желанието му да помогне в борбата с глобалното затопляне. През 2012 г., Мъск обявява, че „Тесла Моторс“ и SolarCity ще си сътрудничат („Тесла“ ще доставя батерии), за да увеличат процента на слънчевата енергия в енергийната мрежа на САЩ, като програмата ще започне през 2013 г.
На 17 юни 2014 г., Мъск се ангажира да построи модерна фабрика в Бъфало, щата Ню Йорк, която ще утрои размера на най-голямата слънчева електрическа централа в САЩ. Мъск заявява, че ел. фабриката ще е „една от най-големите плантации за производство на соларни панели в света“ и че ще бъде последвана от една или повече подобни фабрики през следващите години.
На 1 август 2016 г. „Тесла Моторс“ обявява, че смята да придобие SolarCity за 2,6 млрд. щ.д. Сделката е одобрена от антимонополните органи и е приключена в края на ноември 2016 г., с което SolarCity става дъщерна компания на Tesla Motors.

### The Boring Company
През 2016 г. Мъск основава The Boring Company за строеж на тунели. В началото на 2017 г. компанията започва преговори с регулиращите органи и поставя началото на строителството на „изпитвателна траншея“ с широчина 9,1 m, дължина 15 m и дълбочина 4,6 m на територията на офисите на SpaceX, тъй като за това не са били необходими никакви разрешения. Тунелът под центъра за конференции в Лас Вегас е завършен в началото на 2021 г. Местните власти одобряват по-нататъшното разширение на системата от тунели.

### Neuralink
През 2016 г. Мъск става съучредител на Neuralink, невротехнологична стартъп компания за интеграция на човешкия мозък с изкуствен интелект (AI), като създава устройства, които са вградени в човешкия мозък, за да улеснят сливането му с машини. Устройствата също ще се съгласуват с най-новите подобрения в изкуствения интелект, за да бъдат актуализирани. Такива подобрения биха могли да подобрят паметта или да позволят на устройствата да комуникират по-ефективно със софтуер.
На демонстрация на живо през август 2020 г. Мъск описва едно от техните ранни устройства като „Fitbit в черепа ви“, което скоро можело да излекува парализа, глухота, слепота и други увреждания. Много невролози и редица публикации критикуват тези твърдения; Списанието на MIT MIT Technology Review ги описва като „силно спекулативни“ и „невронаучен театър“.

## Други дейности

### Hyperloop
На 12 август 2013 г. Мъск предлага нова форма на транспорт между Големият район на Лос Анджелис и Залива на Сан Франциско, след като се е разочаровал от одобрената система за бързи влакове на Калифорния. След като първоначално си е представил идеята за Hyperloop (произн. „Хипърлуп“), Мъск назначава дузина от инженерите, работещи за Tesla Motors и SpaceX, които в продължение на девет месеца работят на концепцията и дизайна на транспортната система. Ранен дизайн на системата е пусната в блоговете на Tesla Motors и SpaceX. Мъск я назовава с името Hyperloop (хипотетична свръхзвукова въздушна машина за пътуване, чиято дължина е приблизително 560 km от Силмар (северен квартал на Лос Анджелис) до Хейуърд (на изток от Сан Франциско) и на теория ще позволява на пътуващите да се придвижват между двата града за по-малко от 35 минути, предоставяйки им по-малко време за пътуване дори и от самолет. Предложението на Мъск, технологично обосновано на цената, която той предполага, ще предлага по-евтин транспорт от който и да е друг вид за такова разстояние. Системата се предполага, че ще използва вакуум, за да намали аеродинамичното съпротивление, което на теория ще позволи пътуване с голяма скорост и ниска консумация на енергия. Оценява крайната цена на около 6 милиарда щатски долара, но това е много теоретична оценка. Предполага се, че системата ще разчита изцяло на слънчева енергия. На 15 януари 2015 г. Илон Мъск обявява през Twitter, че ще построи отсечка от Hyperloop с дължина от 8 km, най-вероятно в щата Тексас, на която студенти и компании да се упражняват.

### OpenAI
През декември 2015 г. Мъск обявява създаването на OpenAI, изследователска компания с нестопанска цел за изкуствен интелект (AI), целяща да разработи изкуствен общ интелект, предназначен да бъде безопасен и полезен за човечеството. Конкретен фокус на компанията е да се противопоставя на големи корпорации (и правителства), които могат да получат твърде много власт, ако притежават свръхинтелигентни системи. През 2018 г. Мъск напуска борда на OpenAI, за да избегне евентуален бъдещ конфликт на интереси с ролята си на главен изпълнителен директор на Tesla, тъй като компанията все повече се включва в AI чрез Tesla Autopilot.

### „Туитър“
На 4 април 2022 г. е оповестено закупуването от страна на Мъск на 9,2% от акциите на „Туитър“ за сумата от 2,89 милиарда долара. В отговор на продажбата цената на акциите на компанията се вдига с 27%, претърпявайки най-големия скок в рамките на ден след първичното им публично предлагане през 2013 г. Мъск е активен потребител на „Туитър“ и има над 80 милиона последователи, което го нарежда сред личностите с най-много последователи в тази платформа. Двадесет дни по-късно Мъск довежда до успешна развръзка преговорите за закупуването на „Туитър“ с намерението да превърне компания в частна, плащайки 44 млрд. щатски долара, или $54,2 за акция. „Надявам се дори най-лошите ми критици да останат в Twitter, защото това означава свободата на словото“, заявява новият собственик на Twitter в първата си публикация в платформата след обявяването на сделката. Самоопределяйки се като „абсолютист на свободата на словото“, Мъск казва, че вижда „Туитър“ като „де факто градски площад“ и декларира намерението си да направи платформата „по-добра от всякога“ чрез промени в прозрачността на алгоритмите и начина на удостоверяване на самоличността на потребителите и елиминиране на спам ботове в нея.